# Surviv.io
Surviv.io là trò chơi điện 
tử nhiều người chơi 2D battle royale trực tuyến nhiều người chơi dựa trên trình duyệt và ứng dụng miễn phí được phát triển bởi Justin Kim và Nick Clark. Nó được phát hành vào tháng 10 năm 2017 trên trình duyệt web máy tính, vào tháng 10 năm 2018 cho iOS và vào tháng 11 năm 2018 cho các thiết bị Android. Tương tự như các tựa game khác trong thể loại battle royale, người chơi chiến đấu chống lại những người chơi khác trên bản đồ rộng với góc nhìn từ trên xuống, nhặt vật phẩm để cung cấp và vũ khí. Trò chơi cũng hỗ trợ hai hoặc bốn chế độ nhóm người chơi,  và cũng có thể được chơi trên các trình duyệt di động.

## Cách chơi
Người chơi, còn được gọi là "Survivr", được thể hiện bằng các hình tròn và sẽ xuất hiện ngẫu nhiên ở bất kì đâu trên một bản đồ có thiết kế giống như một bản đồ 2D, được bao quanh bởi một "vùng đỏ" hình tròn co lại khi trò chơi tiếp diễn. Người chơi bắt đầu chỉ bằng nắm đấm của mình, trong khi các thiết bị bổ sung như áo giáp, ba lô và vũ khí có thể được tìm thấy trên bản đồ trong các thùng, nhà ở và các công trình khác. Vũ khí bao gồm: Súng bắn tỉa,Shotgun,vũ khí cận chiến,Súng ngắn,Súng trường tấn công,Súng máy hạng nhẹ, Súng phóng lựu và Lựu đạn. Ống ngắm (scope) có thể được tìm thấy cung cấp cho người chơi cái nhìn rộng hơn về môi trường xung quanh gồm 1x, 2x, 4x, 8x, 15x (có thể thay đổi).
Ngoài ra còn có các chế độ khác nhau được thay đổi thường xuyên mỗi ngày như Sa mạc, Rừng Thu, 50v50, Khoai tây, Cobalt, Vùng đồng cỏ Xavan,.... Mỗi chế độ sẽ có những điểm khác biệt, súng khác nhau,....

## Phát triển
Surviv.io được phát triển bởi Justin Kim và Nick Clark. Kim tuyên bố rằng triết lý thiết kế của họ khi phát triển trò chơi là cho phép người chơi vào một trò chơi nhanh nhất có thể bằng cách giảm thiểu thời gian giữa các trận đấu.  Trò chơi được cập nhật thường xuyên với các vật phẩm và bản đồ mới, và đôi khi tổ chức các sự kiện giới hạn thời gian với các chế độ chơi đặc biệt cung cấp vũ khí và vật phẩm độc nhất.
Vào tháng 12 năm 2019, Surviv.io đã được mua lại bởi trang web trò chơi trực tuyến Kongregate, với việc công ty sẽ tiếp quản lý và phát triển trò chơi. Trong một thông cáo báo chí, Kongregate tuyên bố họ hy vọng sẽ "đầu tư vào các tính năng của trò chơi, đặc biệt là trên thiết bị di động".  Đồng sáng lập Justin Kim bày tỏ rằng "Rất vui khi nhóm của Kongregate tạo ra các tính năng mới và mở rộng trải nghiệm người chơi trong những năm tới."
Tuy nhiên, theo phản ứng của người chơi, sự tiếp nhận của Kongregate không đem lại bước tiến, mà đang làm trò chơi bão hòa đi
Vào ngày 14 tháng 2 năm 2023, Kongregate thông báo rằng Surviv.io sẽ ngừng hoạt động; điều này đã xảy ra vào cùng năm đó.

## Đón nhận
PC Gamer đã ca ngợi lối chơi có nhịp độ nhanh và thời gian mai mối ngắn của trò chơi, và gọi đây là "một trong những trò chơi BR thú vị nhất hiện có." 
Ben Burns, viết cho VG247, đã đặt tên cho trò chơi là "tựa game battle royale phổ biến nhất sau Fortnite và PUBG ".